# Mesothema hastatum
Mesothema hastatum là một loài dương xỉ trong họ Blechnaceae. Loài này được Kaulf. C. Presl mô tả khoa học đầu tiên năm 1851.